# Gunnar Henderson
Gunnar Randal Henderson (29 giugno 2001) è un giocatore di baseball statunitense terza base  e interbase dei Baltimore Orioles, squadra che partecipa alla Major League Baseball (MLB). Il suo debutto in MLB è avvenuto nel corso della stagione 2022, nel 2023 ha vinto il premio Rookie of the Year dell'American League e un Silver Slugger Award.

## Gli inizi
Henderson è nato a Montgomery in Alabama, ed è cresciuto a Selma, ha frequentato la John T. Morgan Academy dove ha giocato a basket e baseball. Ha continuato poi a giocare a baseball alla Auburn University.  Da senior, nel 2019, è stato nominato Giocatore dell'anno dell'Alabama con una media battuta di .559, 17 doppi, nove tripli, 11 fuoricampo, 69 punti segnati, 75 RBI e 32 basi rubate. Henderson è stato anche nominato Giocatore dell'anno dell'Alabama Independent School Association nel basket dopo aver segnato una media di 17 punti e 11 rimbalzi a partita. L'8 gennaio 2021, ovvero due anni dopo la sua laurea nel 2019, la sua uniforme numero 2 è stata ritirata dal programma di baseball della Morgan Academy.

## Carriera da professionista
I Baltimore Orioles hanno selezionato Henderson nel secondo round del draft della Major League Baseball nel 2019 come 42ª scelta assoluta.  Henderson ha firmato con il club un contratto da 2,3 milioni di dollari.  Dopo la firma, è stato assegnato ad una squadra satellite dell'organizzazione dei Baltimore Orioles partecipante al campionato della Gulf Coast League.
Henderson ha concluso la sua prima stagione da professionista con una media battuta di .259, un fuoricampo e 11 RBI.
Dopo la cancellazione, nel 2020, della stagione delle leghe minori per il COVID-19, Henderson è stato aggiunto al sito di allenamento alternativo degli Orioles a metà della stagione della Major League e poi ha preso parte alla Instructional League autunnale della squadra.
Henderson è stato nominato il miglior atleta in assoluto nel farm system delle leghe minori degli Orioles nella stagione 2021. Ha iniziato la stagione con i Delmarva Shorebirds nella categoria Low-A, per essere poi promosso nella categoria High-A con gli Aberdeen IronBirds,  e nella categoria Double-A nelle file dei Bowie Baysox. In 105 partite giocate tra le tre squadre, ha avuto una media battuta di .258/.350/.476 con 17 fuoricampo, 74 RBI, 28 doppi e 16 basi rubate.
Henderson ha iniziato la stagione 2022 a Bowie. All'inizio della stagione era unanimemente riconosciuto come uno dei 100 migliori prospetti della stagione. Henderson ha avuto una media battuta di .312/.452/.573 in 157 battute con otto fuoricampo e 35 RBI con 41 punti segnati in 47 partite per i Baysox prima di essere promosso nella categoria Triple-A con i Norfolk Tides . Il 28 giugno 2022, il giorno prima del suo 21º compleanno, ha battuto un ciclo vincendo per 8-2 sui Gwinnett Stripers . Henderson è stato selezionato per rappresentare gli Orioles all'All-Star Futures Game del 2022.
Gli Orioles hanno opzionato il contratto di Henderson il 31 agosto 2022 e lo hanno promosso in prima squadra . È entrato in campo il 31 Agosto 2022 in una partita contro i Cleveland Guardians. La sua prima battuta in assoluto in MLB è stata un fuoricampo battuto sul lanciatore dei Cleveland Guardians  Triston McKenzie Henderson ha battuto .259 con quattro fuoricampo e 18 RBI in 34 partite con gli Orioles nel 2022. Dopo la stagione, Henderson è stato nominato Giocatore dell'anno 2022 della Baseball American Minor League . L'onorificenza è arrivata dopo che Henderson ha battuto una media di .297 con 19 fuoricampo, 76 RBI e 22 basi rubate in 112 partite divise tra Bowie e Norfolk.
L'11 giugno 2023, Henderson ha segnato un fuoricampo di 462 piedi contro i Kansas City Royals, ed è stato il fuoricampo più lungo mai segnato nei 31 anni di storia di Camden Yards . Ha giocato un paio di partite da quattro successi nella sua stagione da rookie, con una vittoria in trasferta per 14 a 1 sui New York Yankees il 6 luglio, quando ha battuto anche due homerun e cinque RBI nei primi quattro inning. L'altra è stata una vittoria per 12 a 1 sugli Oakland Athletics presso ll'Oakland-Alameda County Coliseum il 20 agosto, quando era a un solo passo dal diventare il primo debuttante nella storia degli Orioles a battere un ciclo. È andato 6 su 12 come miglior battitore degli Orioles durante la sconfitta nelle finali dell'American League Division Series (ALDS) contro i Texas Rangers . Ha terminato la stagione regolare 2023 con 28 HR, 82 RBI, .814 OPS e .255 AVG. Il 26 ottobre 2023, The Sporting News ha eletto Henderson come AL Rookie of the Year . Henderson è stato nominato miglior debuttante dell'anno della Major League Baseball Players Association 2023. Ha vinto il Silver Slugger Award della American League tra gli utility players. Henderson ha vinto all'unanimità il premio Rookie of the Year dell'American League.
Nel 2024 diventa il primo giocatore ad aver battuto 10 fuoricampo prima del 1º maggio in tutta la storia della MLB.
Nello stesso anno viene eletto dalla MLB come miglior giocatore del mese di aprile per l'American League.